# Miguel Mea Vitali
Miguel Ángel Mea Vitali (Caracas, 19 de fevereiro de 1981) é um futebolista venezuelano que atua na posição de volante. Ele é um dos jogadores mais famosos da Venezuela. Atualmente joga no Caracas FC.

## Carreira
Mea Vitali integrou a Seleção Venezuelana de Futebol na Copa América de 1999, 2001 e 2004.